# 米夏埃尔·克劳斯 (游泳运动员)
米夏埃尔·克劳斯（德語：Michael Kraus，1955年9月26日—），德国男子游泳运动员。他曾代表西德参加1976年夏季奥林匹克运动会游泳比赛，获得男子4×100米混合泳接力铜牌。